# Jil et Jan
Jil et Jan, alias Gilbert Guenet, né le 16 novembre 1926 à Paris 14e et mort le 2 mars 2002 à Nice et Roger-Jean Setti dit Jean Setti, né en 1921 et mort en 1993, sont des paroliers français travaillant en tandem. Ils sont aujourd'hui essentiellement connus pour avoir découvert Johnny Hallyday et écrit quelques-uns de ses premiers succès.
Cousins, leur carrière débute au début des années 1950, décennie durant laquelle ils chantent et enregistrent plusieurs disques en duo.
À partir de 1958, ils se consacrent exclusivement à l'écriture de chansons pour d'autres interprètes. Ils sont alors chantés par Maurice Chevalier, André Claveau ou encore (notamment), Colette Renard. Arrivent les années 1960 et la vague yéyé qui voit alors Jil et Jan écrire pour différents artistes et groupes de la nouvelle génération : Vic Laurens,
Sheila, Les Surfs, Françoise Hardy, Les Lionceaux, Petula Clark,...

## Biographie
Gilbert Guenet nait le 16 novembre 1926 à Paris 14e. Il meurt le 2 mars 2002 à Nice.
Roger-Jean Setti (dit Jean Setti),,, nait en 1921. Il meurt en 1993.

### Carrière
Gilbert Guenet et Roger-Jean Setti entament leur carrière comme membres d'un orchestre belge. Au début des années 1950, sous le pseudonyme de Jil (Gilbert Guenet) et Jan (Jean Setti), ils enregistrent plusieurs disques. Quelques années plus tard, les duettistes se font paroliers pour plusieurs artistes : en 1958, ils écrivent pour Maurice Chevalier Le jardinier de Paname et pour Lucienne Delyle Ça me suffira. Ils sont également chantés par André Claveau : Le cœur en plâtre, Sur la riviera (1958), Quand les années viendront (1959).
En 1959, ils offrent à Colette Renard un succès notable avec Mon homme est un guignol.
Cette même Colette Renard, le 30 décembre 1959, parraine dans une émission de radio, enregistrée au cinéma Marcadet Palace à Paris, Paris cocktail (un radio-crochet), un jeune chanteur inconnu se faisant appeler Johnny Halliday (alors orthographié avec un seul y et cela pour quelques mois encore). Celui-ci y chante Viens faire une partie (adaptation française d'un titre rock 'n' roll d'Elvis Presley  Let's Have a Party). Jil et Jan présents dans la salle, très enthousiasmés par sa prestation, se font connaître à lui et quelques jours plus tard, présentent Johnny Halliday au directeur artistique de la maison de disques Vogue, Jacques Wolfsohn. Le 16 janvier 1960, l'adolescent signe un contrat avec Vogue.
Son premier disque (un super 45 tours), sort le 14 mars. Jil et Jan, sur des musiques du chanteur, signent les paroles de trois des quatre titres que compte le EP. Ce disque marque le début de leur collaboration avec Johnny Hallyday (désormais orthographié avec deux y). Le nom du tandem n'apparaît pas sur la pochette et les trois chansons (J'étais fou, Oh ! Oh ! Baby, Laisse les filles), sont crédités Gras. Gras étant le nom de jeune fille de l'épouse de Jil et, selon Daniel Lesueur (sans en donner plus de détails), une grève touchant la Sacem est la cause de cette alternative.
L'expérience est souvent renouvelée et Jil et Jan vont régulièrement collaborer avec le chanteur jusqu'à sa rupture avec la maison de disques à l'été 1961. Des trente-six titres enregistrés par Hallyday durant cette période, dix-huit sont signés par eux.
Par la suite et cela jusqu'en 1965, ils écrivent encore quelques chansons pour et/ou avec lui, dont trois qui obtiennent un vif succès : Elle est terrible (adaptation française du titre d'Eddie Cochran, Somethin' Else), Les bras en croix et Ma guitare.
Durant cette même période, le duo écrit pour de nombreuses vedettes de la génération dite « yéyé », avant de se retirer vers le milieu des années 1960.

## Chansons écrites pour

### Johnny Hallyday
On peut parler d'une réelle collaboration entre Jil et Jan et Johnny Hallyday ; en effet sur les trente et une chansons écrites par le tandem pour lui, dix-huit sont des créations originales sur des musiques composées par le chanteur (les autres sont des adaptations de titres étrangers, américains pour la plupart).
Source pour l'ensemble de la liste, sauf indications contraires et/ou complémentaires (* : musique Johnny Hallyday) :
- 1960 : 33 tours 25 cm Hello Johnny

J'étais fou (*)
Oh Oh baby (*)
Laisse les filles (*)
Pourquoi cet amour (*)
Je cherche une fille (*)
Depuis qu'ma môme (*)
Le plus beau des jeux (Labbra di fuoco) adaptation
Je veux me promener (I Want You Walk Our Home) adaptation
- 1961 : album Nous les gars, nous les filles

Kili watch (Kili watch) adaptation
Oui j'ai (*)
Bien trop timide (*)
Mon septième ciel (Seven Steps To Love) adaptation
Tu m'plais (*)
C'est pas méchant (*)
- 1961 : 33 tours 25 cm Tête à tête avec Johnny Hallyday

Ton fétiche d'amour (*)
À New-Orléans (New-Orléans) adaptation
Mon vieux copain (*)
Si tu restes avec moi (*)
- 1961 : album Salut les copains

Nous quand on s'embrasse (High School Confidential) adaptation
Toi qui regrettes (*)
Wap-dou-wap (*)
- 1962 : 33 tours 25 cm Madison Twist

Serre la main d'un fou (Shake The And Of A Fool) adaptation
Dans un jardin d'amour (Garden Of Love) adaptation
- 1962 : 33 tours 25 cm L'Idole des jeunes

C'est le mashed potatoes (Little Bitty Pretty One) adaptation
La faute au twist (*) (45 tours)
Même heure, même place (Same Time, Same Place) adaptation (CD Nashville session 62)
- 1963 : album Les Bras en croix

Les Bras en croix (*)
Elle est terrible (Somethin' Else) adaptation
T'as qu'seize ans (Youre Sixteen) adaptation en collaboration avec Gérard La Viny
- 1963 : 33 tours 25 cm D'où viens-tu Johnny ?

Ma guitare (*)
- 1965 : album Hallelujah

Juste un peu de temps (Just A Little More Time) adaptation
- 1965 : album Johnny chante Hallyday

Ne crois pas ça (*) (Jean Setti - en collaboration avec Gilles Thibaut)

### Autres interprètes
Nota, références pour la liste ci-dessous, (recensement certainement non exhaustif) :
- Maurice Chevalier, 1958 : Le Jardinier de Paname
- Lucienne Delyle, 1958 : Ça me suffira
- André Claveau, 1958 : Le Cœur en plâtre, Sur la riviera ; 1959 : Quand les années viendront
- Colette Renard, 1959 : Mon homme est un guignol (également interprété par Simone Langlois) ; 1960 : Petite annonce sentimentale ; 1961 : Ma chanson Lonla lonlaine
- Juan Catalano, 1959 : Les Gueules noires
- Jacques Hélian, 1959 : Dis à ta mère, Toujours dans les nuages
- Henri Génès, 1959 : Ma femme est une poupée, Au Texas, Défense de ; 1961 : L’Indien de service ; 1962 : Le Twist militaire, Le Roi du twist, Un enfant ça grandit
- Petula Clark, 1960 : Moi j’préfère l’amour à tout ça(What Do You Want), (Les Vandyke - adaptation Jil et Jan)
- Silvana Blasi, 1960 : Chaque fois qu’un homme
- Les Blousons noirs, 1961 : Depuis que ma môme (reprise, avec cette légère variante du titre sur la pochette du disque, de la chanson Depuis qu'ma môme du répertoire de Johnny Hallyday)
- Annie Cordy, 1961 : Dingue dingue
- Claude Robin, 1961 : Adieu mon village (Ein Boot - eine Mondnacht und du) (Igelhoff - adaptation Jil et Jan)
- Françoise Hardy, 1962 : Oh ! Oh ! Chéri
- The Cousins, 1962 : Moi, rien
- Dan Ellery and the Tigers, 1962 : Elle a... Elle a..., Je n’en veux plus d’autre
- Les Copains Alain et Claude accompagnés pas Les Fantômes, 1962 : Oui je t’aime (Say the word), (Ford - adaptation Jil et Jan)
- Sheila, 1963 : Papa t'es plus dans l'coup
- Vic Laurens (1965, C'est la vie)
- Les Gam's, 1963 : Il a le truc (He’s got the power), (E. Greenwich - T. Powers - adaptation Jil et Jan), Attention ! accident (sur l’autoroute de l’ouest) (Shut down) (Wilson - adaptation Jil et Jan)
- John William, 1963 : La Grande Évasion
- Tony Fontana, 1963 : Girls, girls, girls (Jerry Leiber - Mike Stoller - adaptation Jil et Jan)
- Lucien Lupi, 1963 : Tu mens
- William Tay, 1963 : Tu changeras d’avis (Bad To Me), (John Lennon, Paul McCartney - adaptation Jil et Jan) - titre également reprit par Les Missiles et (en 1964), Vince Taylor
- Les Surfs, 1963 : Écoute cet air-là (Crossfire), (Kal Mann - D. Appell - adaptation Jil et Jan) ; Cent mille fois
- Betty Clair, 1963 : Quand tu joues avec moi, Clair amour, Comme une bête sauvage, Les garçons ont..., Comme-ci, comme-ça, Tu as le bonjour
- Louise Cordet, 1963 : Faire le grand voyage, Que m’a-t-il fait ?
- Harold Nicholas, 1963 : Elle a le truc (He’s Got The Power), (L. Greenwich - T. Powers - Jil et Jan)
- Claire, 1963 : Clair asile, Quand tu veux jouer avec moi
- Les Schtroumpfs 1963 : Faire le grand voyage, Boom-twist, Nos Ennemies Chéries, Ils sont trop jeunes, Yé-Yé. ( Disque 33t. Président - RMC)[12]
- Maguy Banon, 1964 : Un ange du ciel
- Les Guitares du Diable, 1964 : Les Indomptés, Train bleu, Enfin les vacances
- Henri Tisot, 1964 : Histoire de …on
- Nathalie Degant, 1965 : Je n'ai pas vingt ans ; également repris par Les Lionceaux
- Mireille Mathieu, 1966 : Ne parlez plus, Monsieur Jack Hobson ; 1967  : Alors nous deux, C'est ma première chanson d'amour ; 1970 : Si Paris était en Provence
- Aline, 1966 : L’éducation, Écris-moi, Parle avec les yeux, Censure
- Pierre Provence, 19?? : L'École maternelle, Au lait d'kiss

## Discographie (sélective) de Jil et Jan
- 1946 : Jo le cow-boy, À Séville (78 tours Pacific VE 120)
- 1947 : Bing, vieux cheval de gaucho, Je me moque de la pluie (78 tours Pacific VE 121)
- 1949 : Doudou, ma doudou, Joyeux carillon (78 tours Decca MB 20647)
- 1949 : Trop forte pour moi, Adios adios (78 tours Decca MB 20648)
- 1950 : Monsieur le consul à Curityba, Retour (78 tours Decca MB 21134)
- 1950 : Sandwich, Les noces de Maria Chapdelaine (78 tours Decca MB 21139)
- 1951 : Le Loup, la Biche et le Chevalier, Aux marches du palais (78 tours Decca MB 21256)
- 1951 : Une belle botte de noix de coco, Deux petits Tyroliens (78 tours Decca MB 21257)
- 1951 : L'Âme des poètes, Petite étoile d'or (78 tours Decca MF 21426)
- 1952 : Jezebel, Elle ne savent pas (78 tours Decca MF 21589)
- 1952 : Toujours dans les nuages, Une Parisienne à Panama (78 tours Decca 240387)
- 1954 : De mes vacances, Deux doigts de porto (78 tours Apex 13003)